# Лайвли, Пенелопа
Пенелопа Маргарет Лайвли (англ. Penelope Margaret Lively; род. 17 марта 1933, Каир, Египет) — английская писательница, которая пишет как литературу для взрослых, так и для детей. Три раза номинировалась на Букеровскую премию и однажды её выиграла за роман «Лунный тигр» в 1987 году. В 1973 году за повесть «Призрак Томса Кемпе»
Пенелопа Лайвли получила медаль Карнеги

## Биография
Пенелопа Лайвли родилась в 1933 году в Каире в семье великобританцев. Она провела своё раннее детство в Египте, пока не была отправлена в школу-интернат в Англии в возрасте двенадцати лет. Она вышла замуж за академика Джека Лайвли в 1957 году и они вместе жили в Суонси, Оксфорде и в других местах. Он умер в 1998 году, и с тех пор она живёт на севере Лондона.

## Детская фантастика
Свой первый профессиональный успех Лайвли получила с написанием детской фантастики. Её первая книга, Astercote, была опубликована издательским домом Хайнеман в 1970 году. Это фантастический роман, действия которого разворачиваются в деревне Котсуолдс и соседнем лесном участке средневековой деревни, уничтоженной чумой.
С тех пор она опубликовала более двадцати книг для детей, достигнув определённого признания благодаря книгам Призрак Томаса Кемпе и Стежок во времени. В 1973 году она получила медаль Карнеги от Ассоциации библиотек за лучшую детскую книгу года в Британии. Одной из последних её наград была Уитбредовская премия за детскую книгу (1976). Все три романа олицетворяют местную историю, примерно 600, 300 и 100 лет назад. Шкала времени сформулирована таким образом, что настоящее время приближается и нет путешествий в прошлое.

## Художественная литература
Её первый роман для взрослых, Дорога в Личфилд, был опубликован в 1977 году и был номинирован на Букеровскую премию. Также увенчалась успехом книга 1984 года По словам Марка. В 1987 году Пенелопа стала лауреатом Букеровской премии за книгу Лунный Тигр, рассказывающую о жизненных испытаниях женщины, которая больна раком. Как и все книги Лайвли, особенностью Лунного Тигра является пристальное вниманием к силе памяти, влиянию прошлого на настоящее, а также особенности между «официальными» и личными историями. Она исследовала такие же темы более ясно в её независимых от фантастики работах, включая Дом открытый (2001) и Олеандр, Джакаранда: Восприятия детства (1994), воспоминания из детства Лайвли, проведенного в Египте. Её последняя работа Танцующие рыбы и Аммонитянины была опубликована в 2013 году.